# Vijf tinten verder
Vijf tinten verder is een vijfdelige miniserie op Vitaya, gebaseerd op het boek Vijftig tinten grijs van E.L. James.
De miniserie bestaat uit vijf afleveringen die elk een ander onderwerp binnen de seksualiteit behandelen. De opzet is scripted reality, waarbij alles in scène is gezet, maar waarbij het gevoel wordt gewekt dat het reality-televisie is. De hoofdpersonages in deze miniserie spelen gewone Vlamingen die hun relatie spannender willen maken.

## Afleveringen
| Afl. | Uitzenddatum België | Hoofdpersonages en onderwerp                      |
| ---- | ------------------- | ------------------------------------------------- |
| 1    | 25 maart 2013       | Erika en Wim, bdsm                                |
| 2    | 26 maart 2013       | Stephanie, seks met iemand van hetzelfde geslacht |
| 3    | 27 maart 2013       | Veerle en Maarten, internetdaten                  |
| 4    | 28 maart 2013       | Joke, seks met de buurjongen                      |
| 5    | 29 maart 2013       | Lena, fantaseren over de baas                     |